# Paraphylax annulatus
Paraphylax annulatus là một loài tò vò trong họ Ichneumonidae.